# أدم ج. سيفاني
أدم ج. سيفاني (بالإنجليزية:Adam G. Sevani) ممثل أمريكي من أصل إيطالي ولد في لوس أنجلوس بولاية كاليفورنيا في عام 1992 ، اهتم بالرقص منذُ الصغر وتعلمه في صالة تدريب جماعي يمتلكها والديه ، مما أهله لكي يخطو أولى خطواته السينمائية مبكراً من خلال دور في سلسلة "Step Up".

## الافلام
| السنة | العنوان                      | الدور                        |
| ----- | ---------------------------- | ---------------------------- |
| 2002  | نادي الإمبراطور              | St.Benedict Student          |
| 2003  | Learn to Hip Hop: Volume 2   | نفسه [لم يظهر]               |
| 2005  | FLY KIDZ                     | Joey/Adam                    |
| 2008  | Step Up 2: The Streets       | Robert "Moose" Alexander III |
| 2009  | Rob Dyrdek's Fantasy Factory | نفسه                         |
| 2010  | Step Up 3D                   | Robert "Moose" Alexander III |
| 2012  | Step Up Revolution           | Robert "Moose" Alexander III |
| 2012  | The First Time               | Wurtzheimer Guy              |
| 2012  | لول (فيلم)                   | Wen                          |
| 2014  | [[Step Up All In             | Robert "Moose" Alexander III |

## روابط خارجية
- أدم ج. سيفاني على موقع IMDb (الإنجليزية)
- أدم ج. سيفاني على موقع ألو سيني (الفرنسية)
- أدم ج. سيفاني على موقع ألو سيني (الفرنسية)
- أدم ج. سيفاني على موقع أول موفي (الإنجليزية)
- أدم ج. سيفاني على موقع قاعدة بيانات الأفلام السويدية (السويدية)
- أدم ج. سيفاني على موقع قاعدة بيانات الفيلم (الإنجليزية)
- أدم ج. سيفاني على موقع كينوبويسك (الروسية)